# Walk off the Earth
Walk off the Earth – powstała w 2006 roku w Burlington kanadyjska indierockowa grupa wykonująca mieszankę rocka alternatywnego, rocka awangardowego i punk rocka. Zespół tworzy niskobudżetowe nagrania bez pomocy wytwórni i managerów, wykonując covery popularnych utworów lub własne piosenki. Zespół zyskał dużą popularność na YouTube. Charakterystyczne dla grupy jest wykorzystywanie nietypowych instrumentów, jak ukulele, łyżki czy theremin.
Wybrane covery wykonane przez grupę:
- „Someone like you” (oryginalnie Adele),
- „Royals” (Lorde),
- „Man Down” (Rihanna),
- „Party Rock Anthem” w rockowej wersji (LMFAO, Lauren Bennett & Goonrock).

Nagrania i teledyski zespołu tworzy Gianni Luminati Nicasso, multi-instrumentalista, jeden z członków grupy. Grupa podpisała kontrakt płytowy z wytwórnią Columbia Records.

## Kariera
Rozgłos przyniosło im nagranie wideo coveru utworu „Somebody That I Used to Know” duetu Gotye i Kimbra. Materiał w serwisie Youtube obejrzało ponad 140 milionów widzów w ciągu 29 dni, pozytywnie wypowiedział się o nim sam zespół Gotye. W grudniu 2012 roku zespół nagrał autorską piosenkę „Gang of rhytm”. 19 marca pojawił się ich pierwszy pełnowymiarowy album "R.E.V.O".
Zespół wykonał a capella cover piosenki „I knew you were trouble” Taylor Swift, z pomocą beatboxera KRNFX.

## Skład
Obecni członkowie zespołu
- Gianni Luminati – gitara, gitara basowa, śpiew, banjo, ukulele, instrumenty klawiszowe, ksylofon, perkusja, theremin, kontrabas, beatbox, cajon, skrzypce, zanza
- Sarah Blackwood – gitara, gitara basowa, śpiew, ukulele, banjo, ksylofon, glockenspiel, instrumenty klawiszowe, tamburyn
- Joel Cassady – perkusja, śpiew, gitara basowa, instrumenty klawiszowe, łyżki

Byli członkowie zespołu
- Mike Taylor „Beard Guy” – instrumenty klawiszowe, ksylofon, trąbka, melodica, digeridoo, szczoteczka elektryczna[5]. 30.12.2018 zmarł z przyczyn naturalnych[6]
- Pete Kirkwood – perkusja (2006 - 2010)
- Ryan Marshall – gitara, śpiew, ukulele, instrumenty klawiszowe, trąbka, harmonijka (2006 - 2019)

## Życie osobiste
29 stycznia 2013 roku Gianni i Sarah poinformowali użytkowników YouTube, że spodziewają się dziecka. Giorgio Michael urodził się 17 czerwca 2013 roku. 29 kwietnia 2015 roku ponownie poprzez kanał YouTube, Gianni i Sarah poinformowali, że spodziewają się kolejnego dziecka, którego termin porodu ustalony był na 21 lipca 2015 roku. Luigi Kolombo Nicassio urodził się 25 lipca 2015 roku. 23 sierpnia 2017 roku rodzina muzyków powiększyła się o trzeciego syna Romeo Aniello Nicassio.

## Nagrody i nominacje
Walk off the Earth uzyskało nominację Juno Awards do dwóch nagród: nagranie roku za utwór „Little boxes”, oraz dla najbardziej przełomowej grupy.

## Dyskografia

### Albumy
- Smooth Like Stone on a Beach (2007)
- My Rock (2010)
- R.E.V.O. (2012)
- Sing It All Away (2015)

### Single
- Somebody That I Used to Know (cover)
- Party Rock Anthem (cover)
- Someone like you (cover)
- Summer Vibe
- Red hands
- Gang of Rhythm
- Money Tree